# Marebbe
Marebbe es una localidad y comune italiana de la provincia de Bolzano, región de Trentino-Alto Adigio, con 2.684 habitantes.

## Evolución demográfica
| Gráfica de evolución demográfica de Marebbe entre 1861 y 2001 |
|                                                               |
| Fuente ISTAT - elaboración gráfica de Wikipedia               |